# American Movie
American Movie är en amerikansk dokumentär från 1999 om skapandet av en independentfilm. Filmen regisserades av Chris Smith och producerades av Sarah Price. Den vann pris för bästa dokumentär på Sundance Film Festival 1999.

## Handling
Året är 1996. Mark Borchardt är en förortsbo från arbetarklassen som drömmer om att bli filmskapare. Tyvärr så är han också arbetslös, svårt skuldsatt och alkoholiserad. Han bor fortfarande hemma hos sina föräldrar och ligger i en vårdnadstvist med sin före detta flickvän. Han är väl medveten om sina tillkortakommanden men strävar efter att en dag kunna göra mer av sitt liv.
Dokumentären följer Mark när han försöker slutföra sin skräckfilm Coven. Produktionen riskerar hela tiden att stoppas av pengabrist och familjeproblem. American Movie har undertiteln "The Making of Northwestern", men bara de första femton minuterna handlar om skapandet av den filmen, då Mark snabbt upptäcker att han inte har pengar nog. Han tvingas istället slutföra sin gamla kortfilm, Coven, i hopp om att vinsten ska ge tillräckligt mycket kapital så han kan göra den film han verkligen vill göra.